# 왈라비

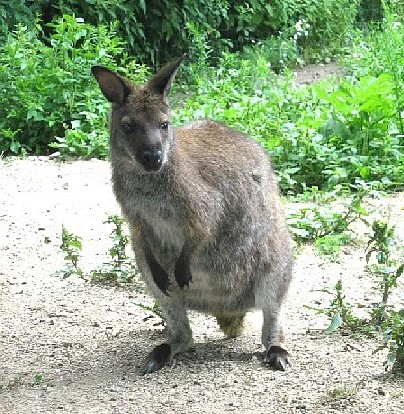
붉은목왈라비

왈라비(wallaby)는 오스트레일리아, 뉴기니, 뉴질랜드에서 볼 수 있는 캥거루과의 30여 개 종의 하나이다. 숲에 서식하는 아주 작은 왈라비는 덤불왈라비와 도르콥시스로 잘 알려져 있다. 왈라비의 명칭은 시드니 지역의 에오라 오스트레일리아 원주민 부족으로부터 나온 것으로 추측된다. 어린 왈라비는 매우 다른 유대목인 '조이'(Joey)라고도 알려져 있다.

## 분류
왈라비류는 캥거루류 중에서 과학적으로 분류된 집단은 아니지만, 종의 몸무게가 대개 25 kg 미만인 경우를 가리킨다.

## 서식지

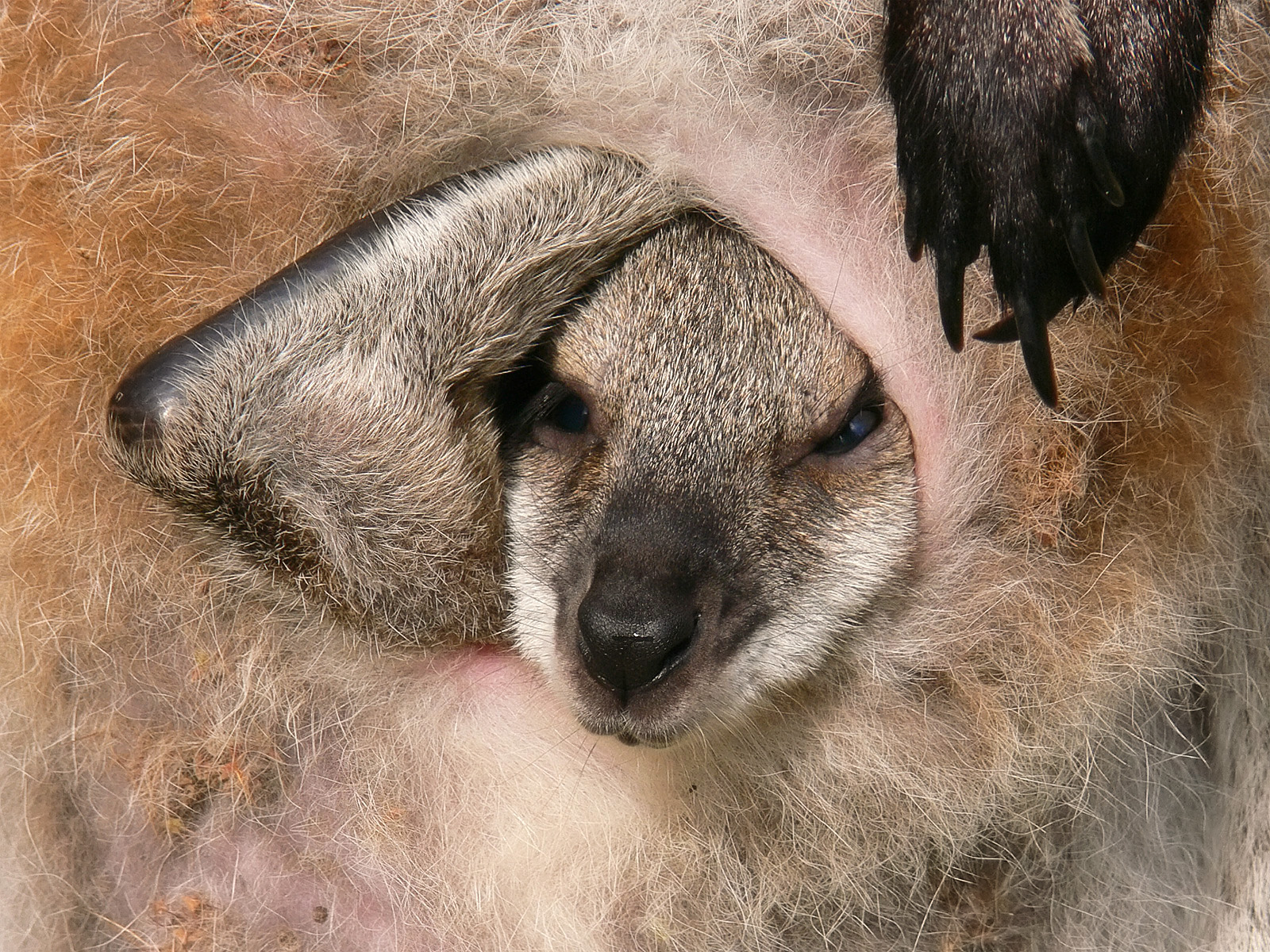
주머니 속의 붉은목왈라비

왈라비류는 오스트레일리아에 널리 분포하며, 특히 수풀이 우거진 곳이나, 바위 지역과는 먼 곳에 분포한다. 왈라비류는 뉴질랜드에도 유입되어 현재는 해로운 짐승으로서 여겨지기 때문에 수렵을 한다. 또한, 브리튼 제도에도 유입되어 맨섬에서의 수가 가장 많아 약 100여 개의 번식지가 확인되고 있으며, 오아후섬에서도 왈라비류가 분포하고 있는 것으로 확인되고 있다.